# Marcinkowice (powiat oławski)

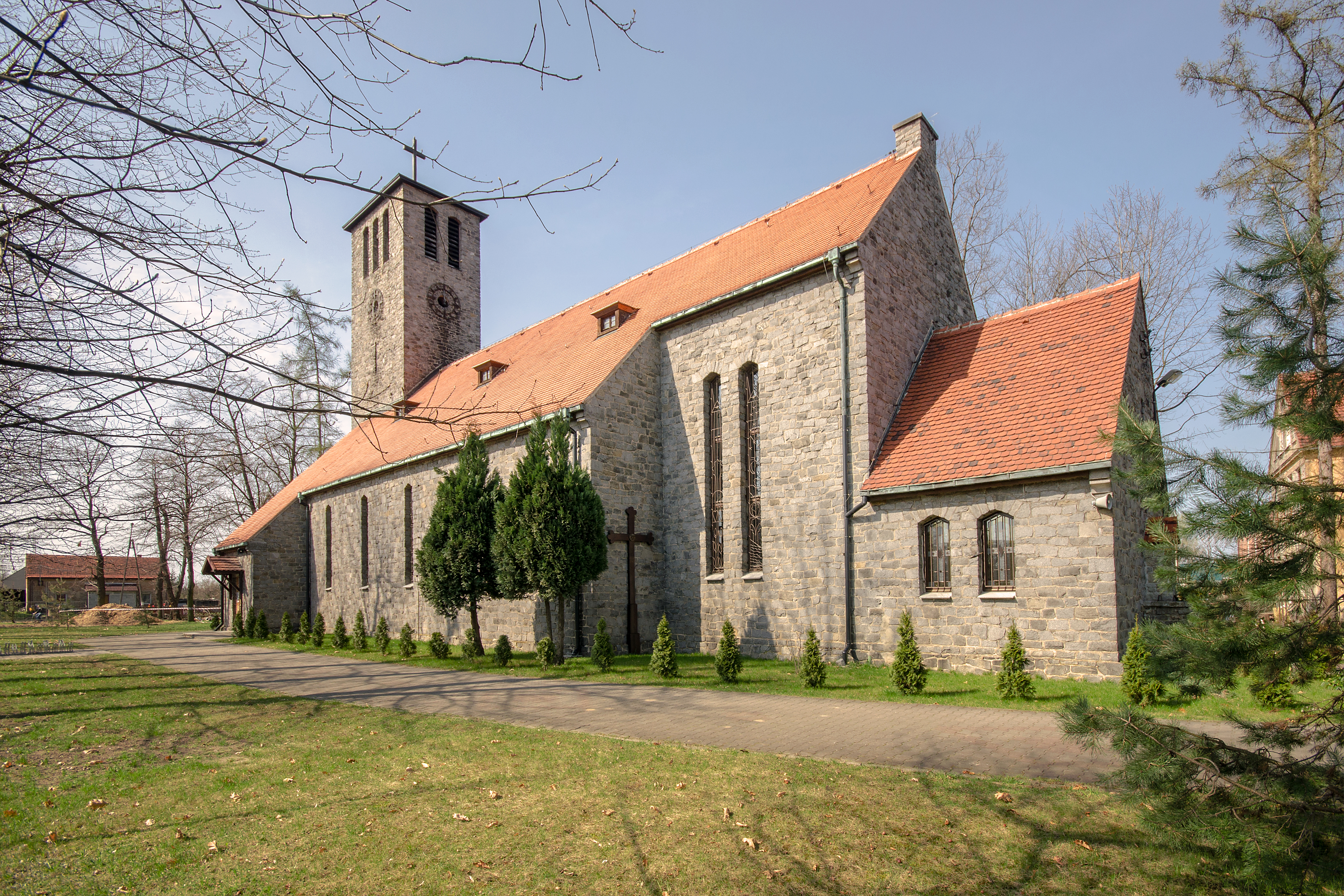
Kościół św. Marcina Biskupa

Marcinkowice (niem. Märzdorf) – wieś w Polsce położona w województwie dolnośląskim, w powiecie oławskim, w gminie Oława.

## Podział administracyjny
W latach 1945–1954 siedziba gminy Marcinkowice, następnie do 1972 gromady Marcinkowice. W latach 1975–1998 miejscowość administracyjnie należała do województwa wrocławskiego.

## Opis miejscowości
W Marcinkowicach funkcjonuje Szkoła Podstawowa, drużyna piłkarska LKS Sokół Marcinkowice (założony w roku 1952, od sezonu 2010/2011 do 2015/2016: klasa okręgowa, grupa Wrocław, a od sezonu 2016/2017 w  IV lidze dolnośląskiej - wschodniej), przychodnia zdrowia, biblioteka publiczna, apteka, dwa sklepy spożywczo-przemysłowe, gabinet weterynaryjny oraz pub. Ponadto dwa przedszkola i żłobek. 
Przez miejscowość przebiega droga krajowa DK94.

## Rekreacja i sport
Na terenie wsi urządzono plac zabaw, kort tenisowy, boisko piłkarskie (wymiary: 105 × 70 m, pojemność: 500 miejsc, w tym: 108 siedzących), a w 2008 r. oddano do użytku nowoczesną halę sportową im. Mieczysława Łopatki, która służy mieszkańcom i uczniom z Marcinkowic.
Wieś dynamicznie się rozwija w stronę Oławy jak i w stronę Wrocławia.

## Zabytki
Do wojewódzkiego rejestru zabytków wpisany jest:
- kościół rzymskokatolicki parafialny pw. św. Marcina Biskupa, należący do parafii św. Marcina w Dekanacie Oława; początki kościoła sięgają XIV w., z którego zachowały się: gotyckie tabernakulum oraz granitowa chrzcielnica z herbem rodziny Borsnitz. Obecna, czwarta budowla pochodzi z roku 1932[7]. Przy kościele wikariuszem był Roman Dadaczyński, powstaniec wielkopolski[8].